# Kem quả mâm xôi
Kem quả mâm xôi hay Dâu rừng gợn sóng (tiếng Anh là Raspberry Ripple) là một hương vị phổ biến của kem đặc biệt là ở Vương quốc Anh và các nơi khác. Nó bao gồm siro mâm xôi được tiêm vào kem vani. "Raspberry Ripple" là tên được đặt cho các sản phẩm thực phẩm có vị mâm xôi khác trong những năm 1920.
Thuật ngữ "gợn sóng" trong sản xuất và tiêu thụ kem có thể có nguồn gốc từ Hoa Kỳ, từ những năm 1930, nó được sử dụng để chỉ bất kỳ loại kem nào được trang trí kiểu dải băng thông qua siro màu và thêm hương vị. Trong khoảng thời gian này, máy móc đã được phát triển cho phép kem kết hợp trái cây trong một hiệu ứng gợn sóng của đá cẩm thạch. Raspberry Ripple đã là một biến thể phổ biến kể từ đó.